# 後埔子
後埔子，原寫為後埔仔，是台灣南投縣竹山鎮的一個傳統地域名稱，位於該鄉東北部。相較於今日行政區，其範圍大致包括中央里、富州里。

## 歷史
台灣清治末期至日治初期，後埔子地區為一街庄，稱為「後埔仔庄」，隸屬於沙連堡。該庄北隔濁水溪與濁水庄、隘藔庄、林尾庄為界，東與大坵園庄為鄰，東南邊與坪仔頂庄為鄰，南邊為初鄉庄、江西林庄，西邊為社藔庄。
1901年（日治明治三十四年）11月，全台廢縣廳改設二十廳，該庄隸屬於斗六廳。1903年（明治三十六年）6月，該庄編入「林圮埔區」，隸屬於南投廳。1909年（明治四十二年）10月，合併二十廳為十二廳，林圮埔區改隸屬於南投廳。1920年（大正九年），全台地方制度大改正，廢十二廳改設五州二廳，該庄改制並雅化為「後埔子」大字，隸屬於臺中州竹山郡竹山庄。1931年，竹山庄升格為竹山街。
戰後竹山街改制為竹山鎮，隸屬於臺中縣，大字亦改制為里。1950年10月，中、彰、投分治，竹山鎮改隸屬南投縣。

## 聚落
本地區發展較早的聚落有社藔（東北部）、大公、田中央、後埔仔、灣仔（南半部）、獅尾屈、水車、獇仔藔、北世、北世仔、溪洲、山仔腳、溪洲仔等，在日治期初期的官方地圖上已有記載。此外，本地區尚有枋寮、劉厝、後溝仔等聚落。

## 交通
國道3號又稱「福爾摩沙高速公路」，是貫穿台灣西部的兩條縱向高速公路之一，大致以東北—西南走向繞大彎轉北北東—南南西走向經過後埔子地區西部邊界外不遠處，並於西鄰社寮與香員腳交界地帶南側設有竹山交流道，且以連絡線與省道台3線相接。由此可快速前往台灣南北各地。
省道台3線（南雲路、集山路二段）俗稱「內山公路」，是臺北至屏東的平面幹道，大致以北北西—南南東走向轉北北東—南南西走向經過由本地區西部邊界外不遠處，並於西鄰社寮西南部與國道3號竹山交流道連絡道相接。由該道路向北北西轉北可前往名間、南投、草屯、霧峰等地；向南南西可前往竹山市區、林內、斗六、古坑等地。
省道台3丙線（集山路一段）是竹山水底寮至集集林尾的幹道，大致以西南西—東北東走向到達本地區西部邊界中央偏北後，轉東南再轉東沿邊界行一小段路後，因邊界線南移而入境，其後轉東南經後埔子聚落後轉東南東再轉東北東蜿蜒而行，其後轉北於本地區北部邊界近最東側處出境。由該道路向西南西轉南微東再轉西南可前往社寮地區中部偏西南並止於省道台3線路口；向北可前往林尾並止於縣道152號舊線路口。
鄉道投100線（產業運輸大道）是竹山交流道至凸鼻子（實際終點在龜子頭）的道路，大致以西南—東北走向由本地區西部邊界北側入境後，繞大彎轉東南微南，其後轉東南東再轉東南經路橋跨越省道台3丙線後，轉東南東進入小岭隧道並出境。由該道向西南可前往社寮北部、香員腳東南端、社寮西南部並止於國道3號竹山交流道連絡道路口；向東南東出隧道後可前往大坵園北部、番子寮北部、龜子頭北部及東北部並止於鄉道投58線濁水溪玉峰大橋下。

## 學校
- 中州國小

## 文化資產
- 永濟義渡碑（縣定古蹟）：位於社藔聚落的紫南宮旁
- 竹山隆恩圳隧渠（縣定古蹟）
- 陳家古厝（武秀才陳獻瑞家宅）（歷史建築）

## 寺廟
- 竹山紫南宮：位於社藔聚落